# Provincia di Sinope
La provincia di Sinope (in turco Sinop ili) è una provincia della Turchia.

## Geografia fisica
La provincia di Sinope ospita il punto più settentrionale dell'anatolia, il Capo detto Inceburun, sede dell'omonimo faro.

## Geografia antropica

### Suddivisioni amministrative

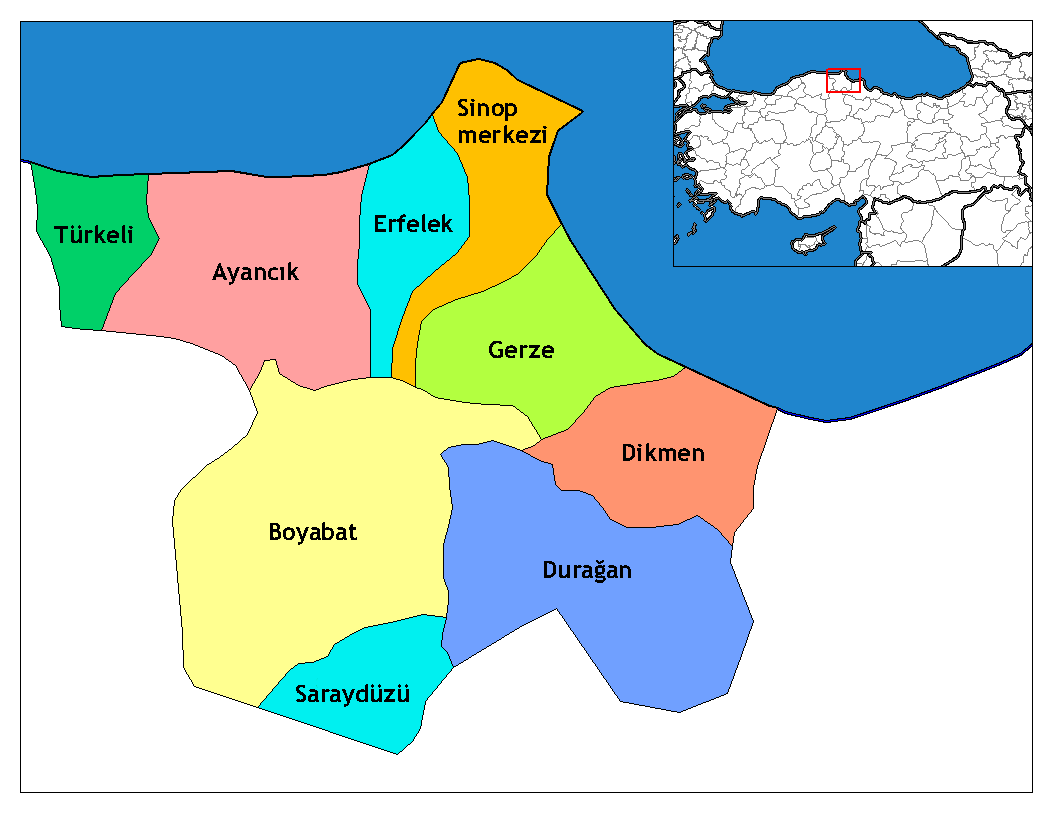
Distretti della provincia di Sinope

La provincia è divisa in 9 distretti:
- Sinope (centro)
- Ayancık
- Boyabat
- Dikmen
- Durağan
- Erfelek
- Gerze
- Saraydüzü
- Türkeli

Fanno parte della provincia 11 comuni e 469 villaggi.